# Guy Tunmer
Pas d'image ? Cliquez ici
Guy Tunmer est un pilote automobile sud-africain né le 1er décembre 1948 à Ficksburg et décédé le 22 juin 1999 à Sandton dans un accident de la circulation en moto. Il est notamment connu pour avoir participé au Grand Prix automobile d'Afrique du Sud 1975 et à deux courses du Championnat du monde des voitures de sport.

## Carrière
Guy Tunmer commence sa carrière à dix-neuf ans dans des courses d'endurance locales au volant d'une Mini Marcos puis d'une Mini Cooper S et enfin d'une Ford Capri. Il passe ensuite à la Formule Vee puis participe, en 1972, au volant d'une Surtees TS5, au Grand Prix automobile de Rhodésie, comptant pour le championnat d'Afrique du Sud de Formule 1, et termine cinquième de la catégorie Formule 5000,.
Plus tard dans l'année, il frôle la mort lors d'un accident de voiture et passe plusieurs mois à l'hôpital.
En 1973, remis de ses blessures, Tunmer s'engage en championnat d'Afrique du Sud de Formule 1 au volant d'une March 722 et se classe huitième du championnat avec 5 points, ex-æquo avec Nols Niemann. En parallèle, il participe à des courses de voitures de sport catégorie 2 litres, sur une Lola.
En 1974, il dispute les 9 Heures de Kyalami, qui comptent pour la première fois pour le Championnat du monde des voitures de sport, en partageant une Chevron B26 avec John Lepp ; le duo finit quatrième du classement général de l'épreuve réduite à 6 heures à cause de la crise pétrolière. Il participe de nouveau au championnat d'Afrique du Sud de Formule 1 au volant d'une Chevron B25, monte sur deux podiums et se classe troisième du championnat.

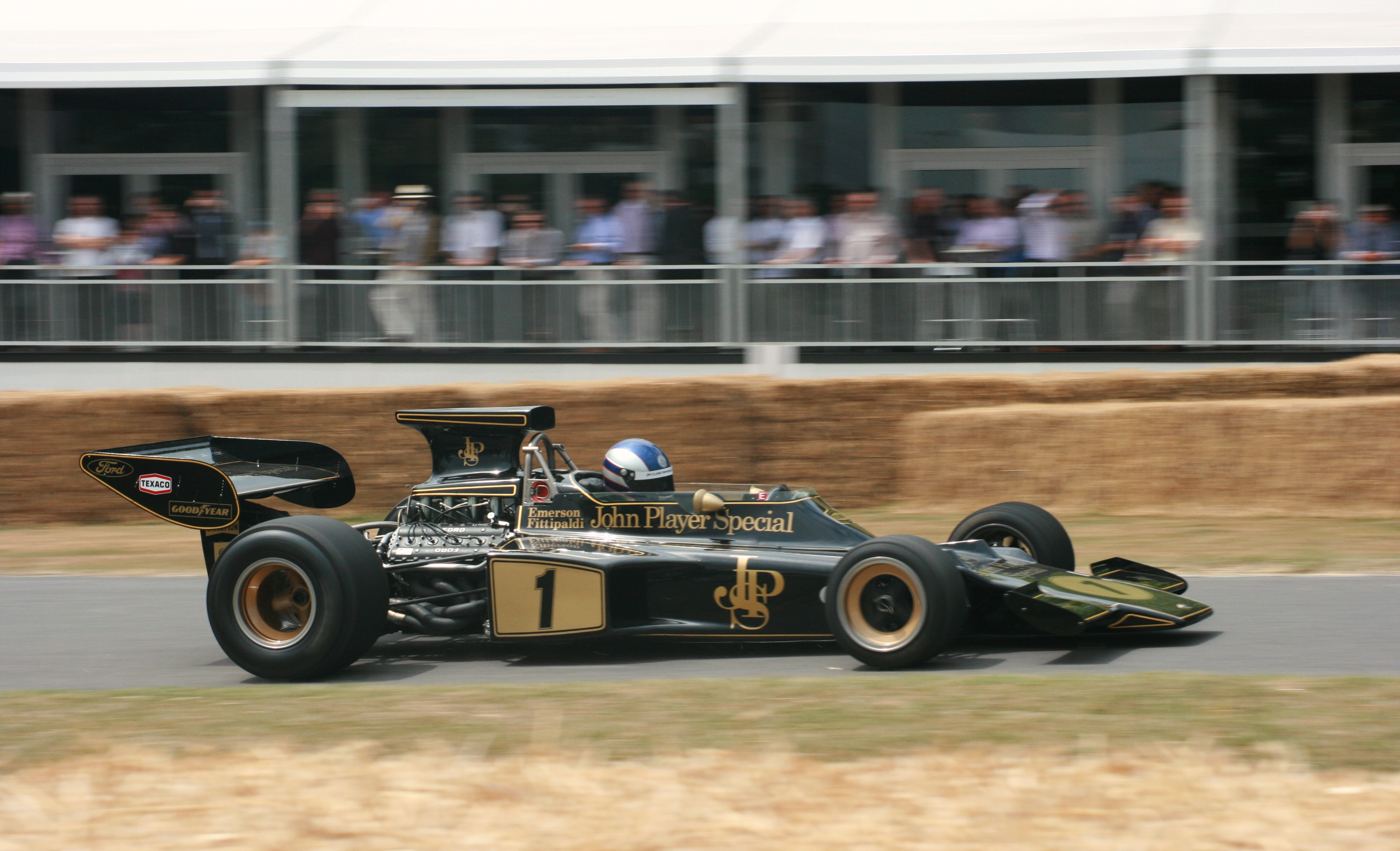
Guy Tunmer pilote une Lotus 72E en 1975 pour le Team Gunston (ici celle de Ronnie Peterson en démonstration en 2010).

En 1975, Guy Tunmer est engagé par le Team Gunston pour piloter une Lotus 72E au Grand Prix automobile d'Afrique du Sud 1975. Il se qualifie vingt-cinquième et avant dernier, devant Lella Lombardi. Après des problèmes d'allumage au départ, il termine onzième, à deux tours du vainqueur Jody Scheckter. Il participe également à plein temps au championnat d'Afrique du Sud de Formule 1 et réalise une belle saison avec quatre podiums dont une victoire au False Bay 100, ce qui lui permet d'être à nouveau troisième du championnat.
En 1976, Tunmer retourne en endurance automobile et participe aux 1 000 kilomètres de Monza avec Vern Schuppan sur une March 75S avant de passer près de quinze ans à courir en Tourisme en Afrique du Sud.
Guy Tunmer se tue le 22 juin 1999 dans un accident de la route au guidon de sa moto, à Sandton, près de Johannesbourg.

## Résultats en championnat du monde de Formule 1
| Saison | Écurie       | Châssis   | Moteur           | Courses | Victoires | Podiums | Pole positions | Meilleurs tours | Points | Classement |
| ------ | ------------ | --------- | ---------------- | ------- | --------- | ------- | -------------- | --------------- | ------ | ---------- |
| 1975   | Team Gunston | Lotus 72E | Ford-Cosworth V8 | 1       | 0         | 0       | 0              | 0               | 0      | Nc.        |

## Résultats en championnat d'Afrique du Sud de Formule 1
| Saison | Écurie       | Châssis     | Moteur           | Courses | Victoires | Podiums | Pole positions | Meilleurs tours | Points | Classement |
| ------ | ------------ | ----------- | ---------------- | ------- | --------- | ------- | -------------- | --------------- | ------ | ---------- |
| 1972   | Privé        | Surtees TS5 | Ford V8          | 2       | 0         | 0       | 0              | 0               | 2      | 12e        |
| 1973   | Privé        | March 722   | FVC V8           | 11      | 0         | 0       | 0              | 0               | 5      | 8e         |
| 1974   | Chevron Cars | Chevron B25 | FVC V8           | 11      | 0         | 2       | 0              | 0               | 31     | 3e         |
| 1975   | Team Gunston | Lotus 72E   | Ford-Cosworth V8 | 8       | 1         | 5       | 0              | 0               | 29     | 3e         |

## Palmarès
- 1 victoire et 7 podiums en Championnat d'Afrique du Sud de Formule 1
- Vainqueur des 2 heures du Luanda 1972[9]